# Opieka zdrowotna we Wrocławiu

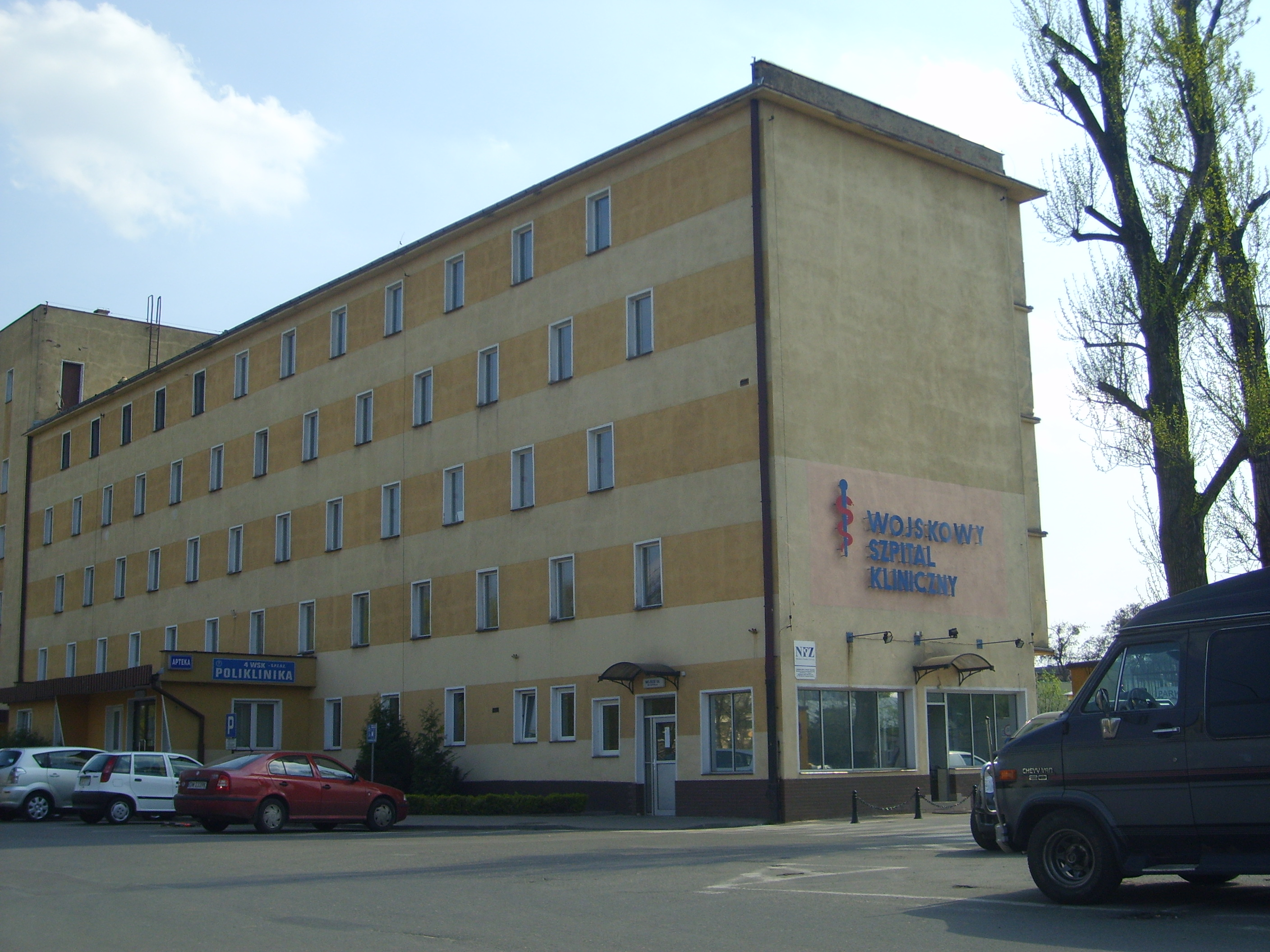
4 Wojskowy Szpital Kliniczny z Polikliniką

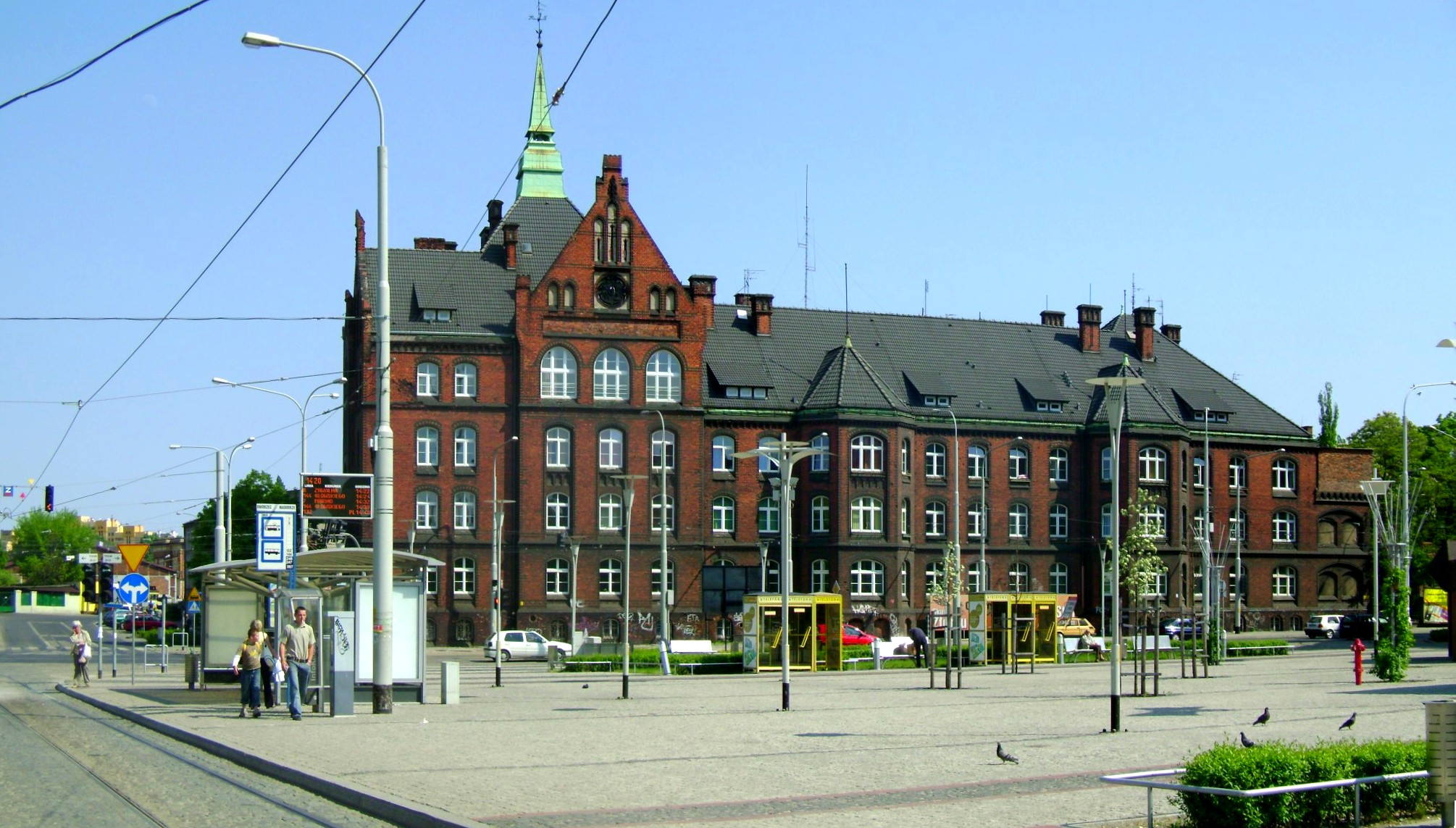
Szpital MSWiA

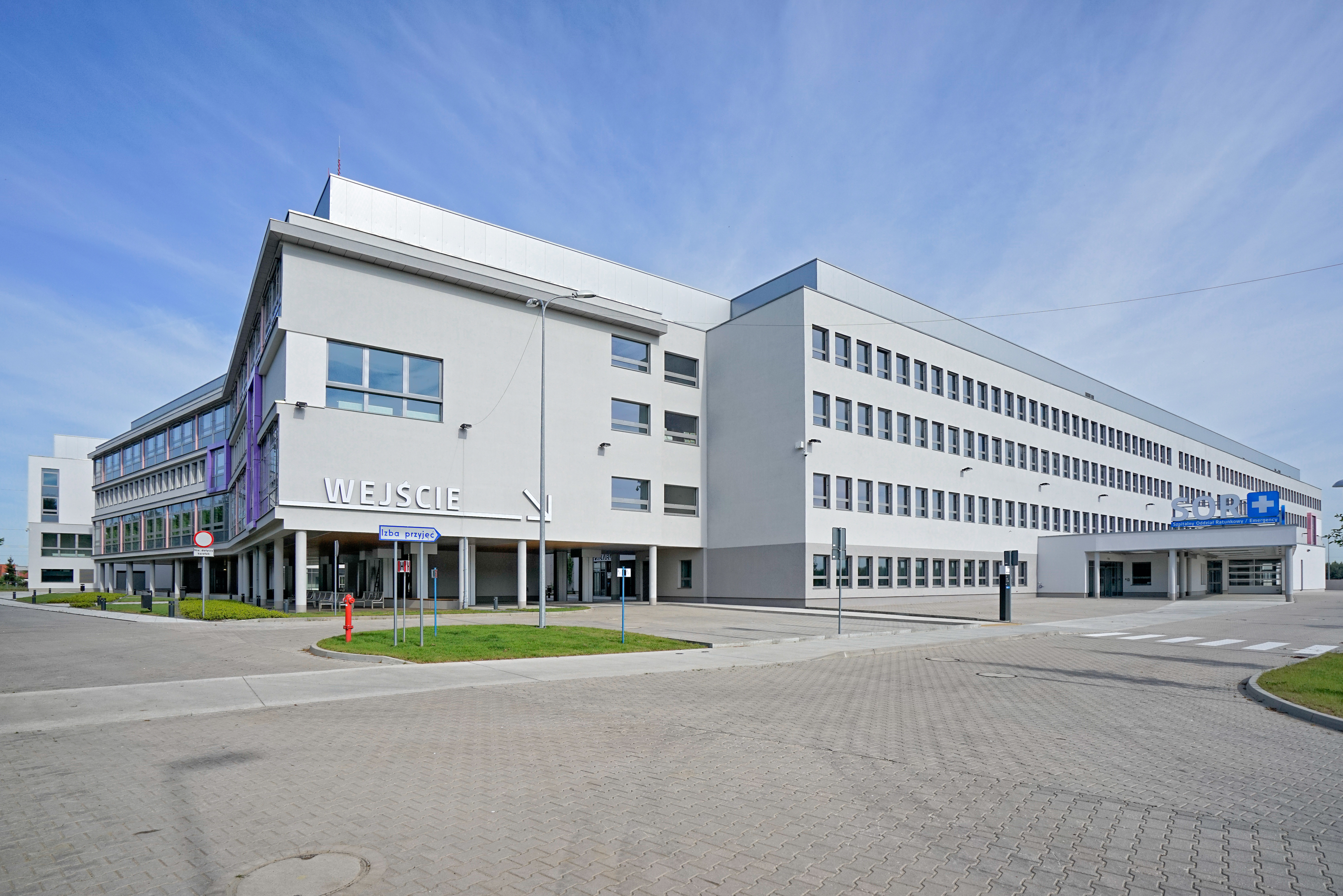
Dolnośląski Szpital Specjalistyczny im. Tadeusza Marciniaka w nowej siedzibie przy ul. gen. Augusta Emila Fieldorfa

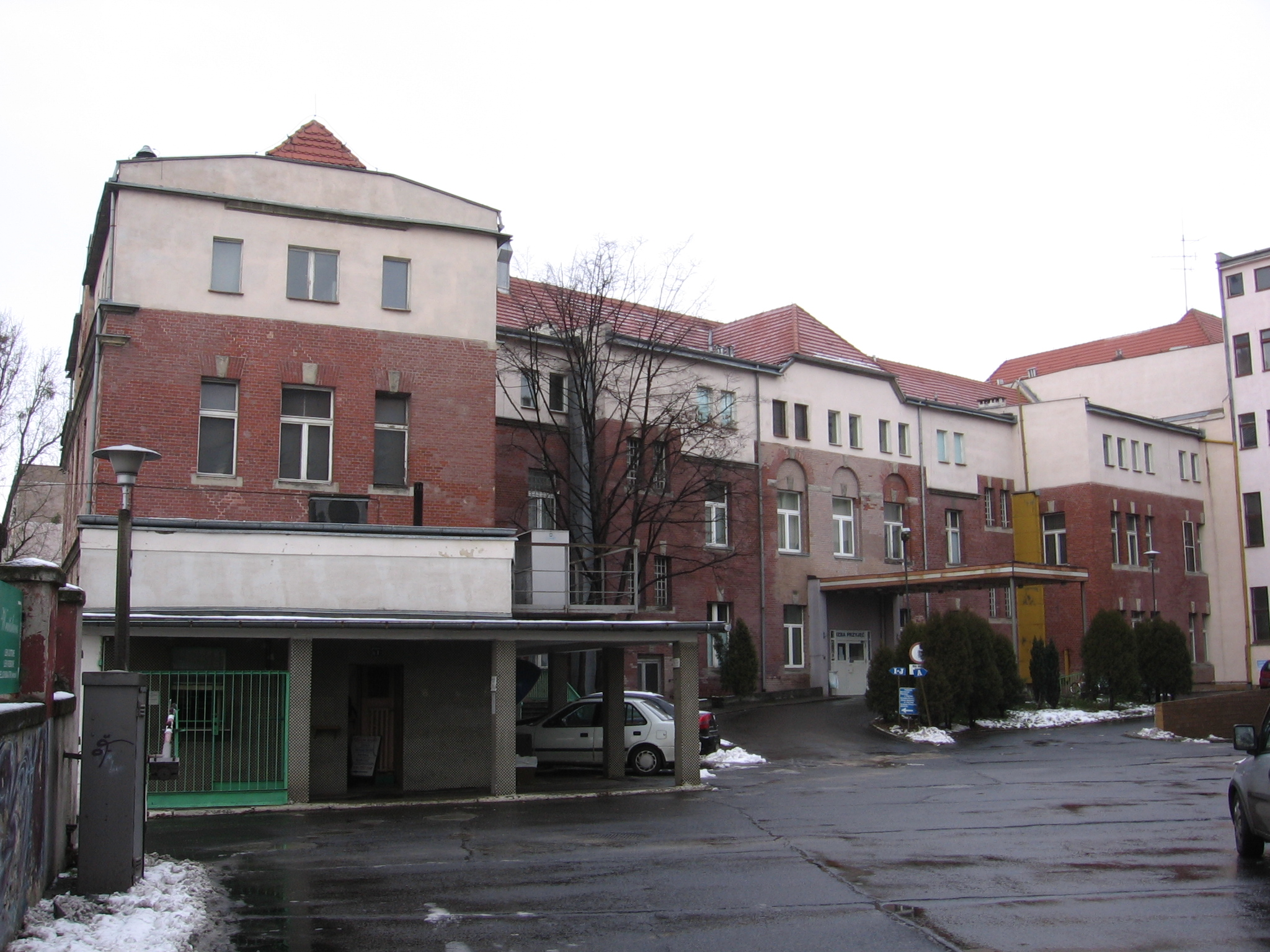
Dawny Okręgowy Szpital Kolejowy przy al. Wiśniowej 36 obecnie w strukturach Dolnośląskiego Szpitala Specjalistycznego im. Tadeusza Marciniaka

We Wrocławiu znajduje się 16 szpitali publicznych oraz duża liczba ośrodków zdrowia. 
Dzięki współpracy z tutejszym Uniwersytetem Medycznym 12 lutego 1958 dokonano pierwszej w Polsce operacji na otwartym sercu, a 31 marca 1966 roku pierwszej operacji przeszczepienia nerki od żywego dawcy. Były to wówczas osiągnięcia o znaczeniu europejskim. III Klinika Chirurgii, kierowana przez prof. Zdzisława Jezioro, w latach sześćdziesiątych i siedemdziesiątych wyspecjalizowała się w operacjach wytwórczych przełyku, uzyskując w tej dziedzinie czołowe miejsce w kraju.

## Szpitale publiczne
- Uniwersytecki Szpital Kliniczny im. Jana Mikulicza-Radeckiego
  - Ponadregionalne Centrum Onkologii Dziecięcej „Przylądek Nadziei”
- Wojewódzki Szpital Specjalistyczny - Ośrodek Badawczo-Rozwojowy
  - Zamiejscowy Oddział Rehabilitacji Neurologicznej - ul. Poświęcka 8
  - Zamiejscowy Oddział Rehabilitacji Ogólnoustrojowej II - ul. Poświęcka 8
- Dolnośląski Szpital Specjalistyczny im. Tadeusza Marciniaka – Centrum Medycyny Ratunkowej
- Wojewódzki Szpital Specjalistyczny im. Jerzego Gromkowskiego
- Wojewódzki Szpital Specjalistyczny Dobrzyńska
- Dolnośląskie Centrum Onkologii
- Dolnośląskie Centrum Chorób Płuc we Wrocławiu
- Szpital Specjalistyczny im. Antoniego Falkiewicza
- Dolnośląskie Centrum Zdrowia Psychicznego
- 4 Wojskowy Szpital Kliniczny[1]
- 2 Wojskowy Szpital Polowy[2]
- Szpital MSWiA
- Wrocławskie Centrum Rehabilitacji i Medycyny Sportowej (dawny Szpital im. prof. Edwarda Szczeklika dla Szkół Wyższych we Wrocławiu)
- Dolnośląskie Centrum Transplantacji Komórkowych (ul. Generała Augusta Emila Fieldorfa)
  - Krajowy Bank Dawców Szpiku
  - Pracownia Propagacji i Modyfikacji Komórek Macierzystych.

## Szpitale niepubliczne
- Dolnośląskie Centrum Medyczne "Dolmed"
- Dolnośląskie Centrum Zdrowia Psychicznego
- Szpital EuroMediCare
- Szpital ENDO-MED
- Instytut Medyczny Szpital.

## Szpitale zlikwidowane
W związku z restrukturyzacją placówek ochrony zdrowia, zlikwidowano poprzez włączenie w struktury innych szpitali kilka szpitali takich jak:
- Dolnośląskie Centrum Pediatryczne im. Janusza Korczaka[3]
- Wojewódzki Szpital im. Józefa Babińskiego
- Specjalistyczny Szpital Rehabilitacyjno-Ortopedyczny - obecnie jednostka stanowi zamiejscowe oddziały Wojewódzkiego Szpitala Specjalistycznego
- Okręgowy Szpital Kolejowy[4]
- Szpital Specjalistyczny im. Ludwika Rydygiera przy ul. Ludwika Rydygiera
- Samodzielny Publiczny Szpital Kliniczny Nr 1 (połączenie z Uniwersyteckim Szpitalem Klinicznym przy ul. Borowskiej)[5][6].